# 粕屋農業協同組合

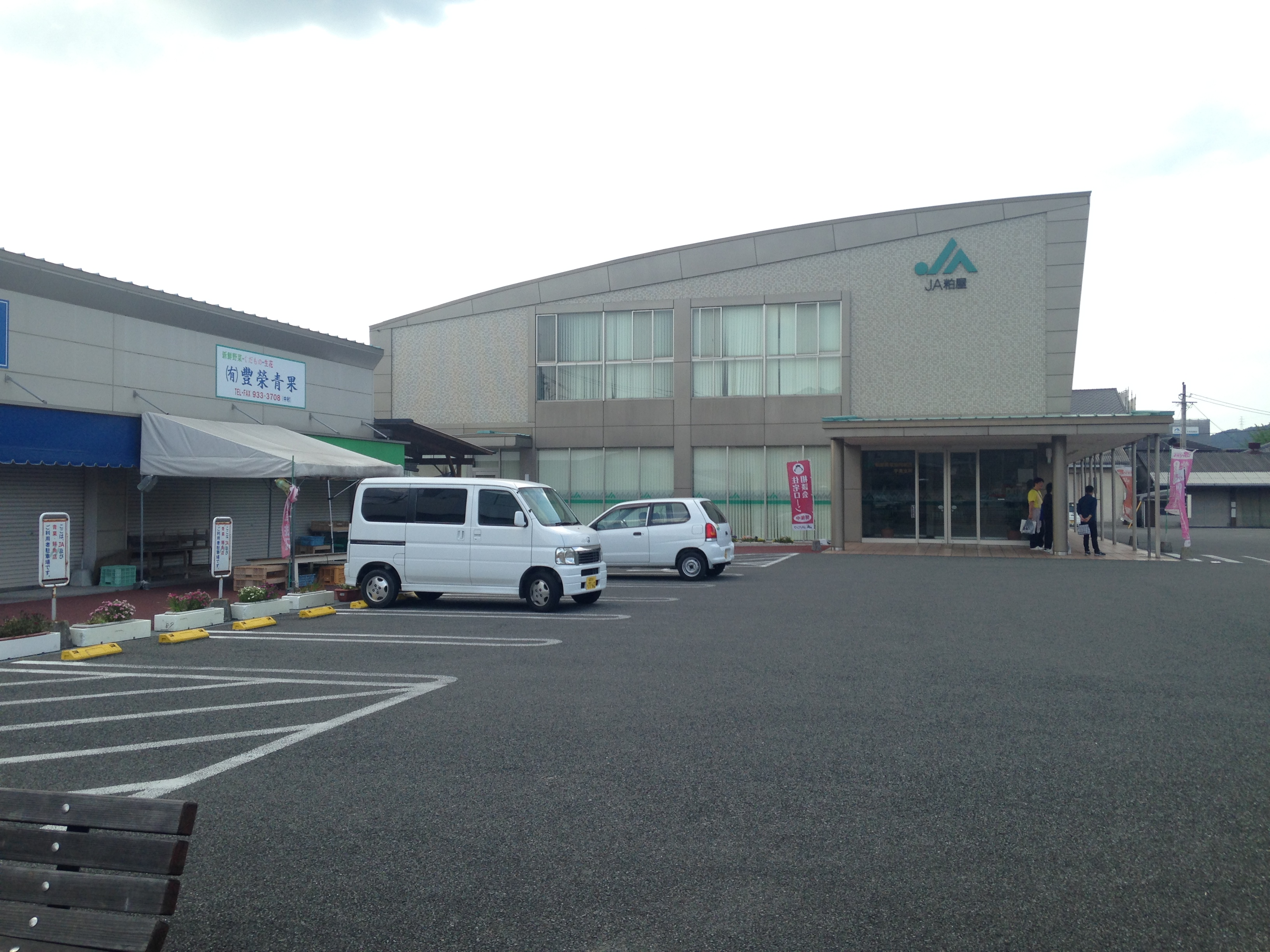
宇美支所（2015年（平成27年）4月）

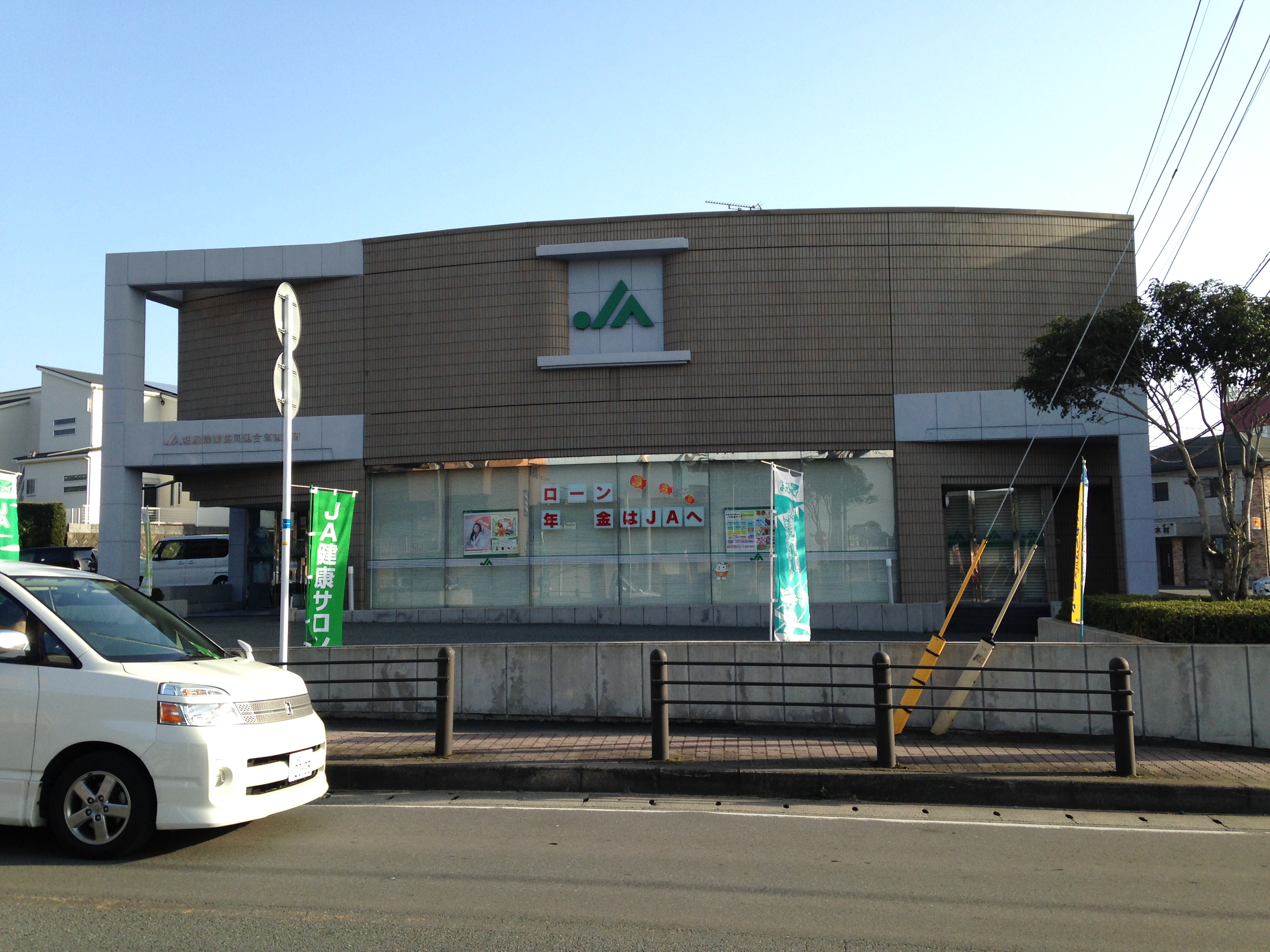
須恵支所（2015年（平成27年）2月）

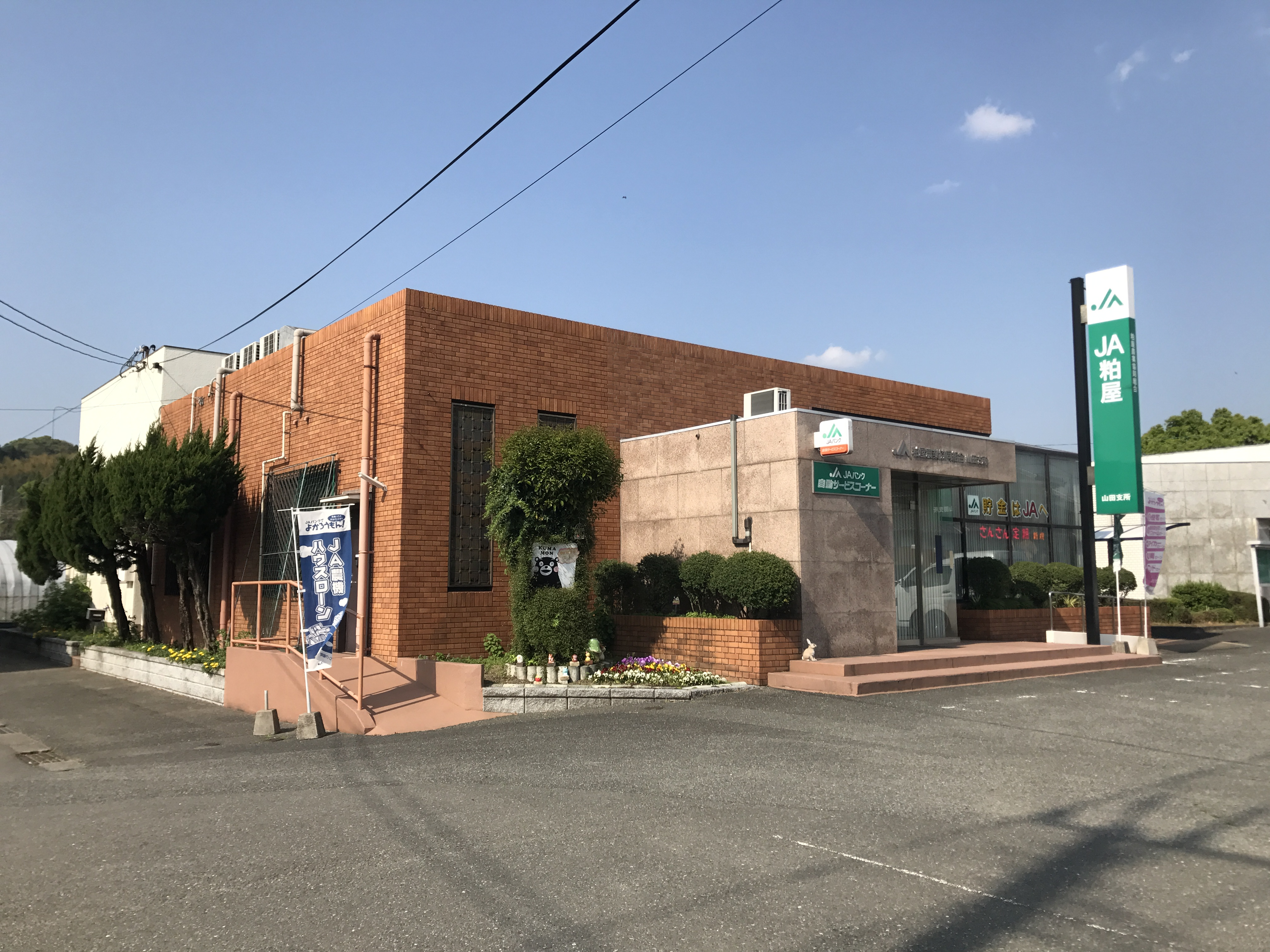
山田支所（2017年（平成29年）4月）

粕屋農業協同組合（かすやのうぎょうきょうどうくみあい、通称：JA粕屋）は、福岡県糟屋郡粕屋町に本所を置く農業協同組合。

## 区域
- 古賀市
- 糟屋郡志免町・宇美町・須恵町・粕屋町・篠栗町・久山町・新宮町

## 沿革
- 1963年（昭和38年）
  - 3月 - 志免・宇美・須恵の各農協が合併し、粕屋南部農協が発足[1]。
  - 同月 - 大川・勢門・篠原・山田・久原の各農協が合併し、粕屋中部農協が発足[1]。
- 1964年（昭和39年）5月 - 古賀・青柳・小野の各農協が合併し、古賀町農協が発足[1]。
- 1965年（昭和40年）4月 - 新宮・立花の各農協が合併し、新宮町農協が発足[1]。
- 1983年（昭和58年）4月 - 粕屋南部・仲原・粕屋中部・新宮町・古賀町の各農協が合併し、粕屋農協が発足[1]。
- 1987年（昭和62年）5月 - カントリーエレベーター完成[2]。
- 1988年（昭和63年）1月 - 粕屋農協シンボルマークを制定[2]。
- 1991年（平成3年）5月 - 不動産開発相談業務・葬祭事業等を行う子会社「（株）かすや」を設立[2]。
- 2000年（平成12年）4月 - Aコープ事業を（株）エーコープ福岡[3]（現・（株）Aコープ九州）に譲渡[4]。
- 2009年（平成21年）10月 - 管内農産物のブランド「かすやそだち」を立ち上げる[2]。
- 2012年（平成24年）4月 - 給油所・LPガス事業を、（株）福岡ライフエナジー（全農福岡県本部の傘下子会社）へ譲渡。
- 2013年（平成25年）10月 - マスコットキャラクター「ピカマイくん」を制定[2]。
- 2020年（令和2年）5月 - 支所統廃合を行い、14支所体制から13支所体制に再編[5]。
- 2021年（令和3年）3月 - 農産物直売所「JA粕屋ふれあいの里」閉店[6]。
- 2022年（令和4年）5月 - 久原支所・山田支所を統合し、久山支所を設置（12支所体制となる）[7]。
- 2024年（令和6年）3月 - 立花支所を新宮支所に統合（11支所体制となる）[8]。

## 店舗・施設
- 支所 11
- プラザ（経済店舗） 3
- カントリーエレベーター 1
- 育苗施設 2
- みかん選果場 1
- 農産物直売所 1

## 子会社
- 株式会社かすや